# Strontiumaluminat
Strontiumaluminat ist eine anorganische chemische Verbindung des Strontiums aus der Gruppe der Aluminate. Neben SrAl2O4 existieren noch weitere Strontiumaluminate wie Sr4Al2O7.

## Gewinnung und Darstellung
Strontiumaluminat kann durch Reaktion von Strontiumoxid mit Aluminiumoxid bei 700 bis 900 °C gewonnen werden.
{\displaystyle \mathrm {SrO+Al_{2}O_{3}\longrightarrow SrAl_{2}O_{4}} }

## Eigenschaften
Strontiumaluminat ist ein silberfarbener geruchloser Feststoff, der unlöslich in Wasser ist. Er besitzt eine monokline Kristallstruktur mit der Raumgruppe P21 (Raumgruppen-Nr. 4) oder P21/m (Nr. 11). Die Struktur bildet ein dreidimensionales Netzwerk von eckenverknüpften AlO4-Tetraedern, in dessen Hohlräumen sich die Strontiumionen befinden.

## Verwendung
Strontiumaluminat wird als Zementbestandteil, als Lasermaterial und als Leuchtpigment für langleuchtende Photolumineszenz und Thermolumineszenz verwendet. Für Anwendungen als Leuchtstoff wird SrAl2O4 mit den Seltenerdelementen Europium und Dysprosium codotiert. Nach Aktivierung leuchtet es bis zu 10 Stunden grün (bei 520 nm). Diese Eigenschaften wurden 1996 entdeckt.